# Lukovac (Lopar)
Lukovac je otočić uz obalu Raba, kod mjesta Lopar. Od otoka Raba, točnije od lukobrana lučice u Loparu, je udaljen oko 110 metara.
Površina otoka je 6289 m2, duljina obalne crte 341 m, a visina oko 12 metara.

## Vanjske poveznice
|  | Zajednički poslužitelj ima još gradiva o temi Lukovac (Lopar) |